# Suimanga de ventre porpra
El suimanga de ventre porpra (Nectarinia purpureiventris) és un ocell de la família dels nectarínids (Nectariniidae).

## Hàbitat i distribució
Habita boscos oberts de les muntanyes del nord-est i est de la República Democràtica del Congo, oest d'Uganda, Ruanda i Burundi.